# Agriocnemis lacteola
Agriocnemis lacteola – gatunek ważki z rodziny łątkowatych (Coenagrionidae).